# Kosmos 75
Kosmos 75 – radziecki satelita telekomunikacyjny wysłany wraz z bliźniaczymi Kosmos 71, 72, 73, 74. Dziewiętnasty statek typu Strzała.